# Бжустув (гміна Іновлудз)
Бжустув (пол. Brzustów) — село в Польщі, у гміні Іновлудз Томашовського повіту Лодзинського воєводства.
Населення — 872 особи (2011).
У 1975-1998 роках село належало до Пйотрковського воєводства.

## Демографія
Демографічна структура станом на 31 березня 2011 року:
|          | Загалом | Допрацездатний вік | Працездатний вік | Постпрацездатний вік |
| -------- | ------- | ------------------ | ---------------- | -------------------- |
| Чоловіки | 419     | 97                 | 267              | 55                   |
| Жінки    | 453     | 87                 | 251              | 115                  |
| Разом    | 872     | 184                | 518              | 170                  |